# Georg Matthias Monn
Georg Matthias Monn lub Matthias Georg Monn, właśc. Johann Georg Mann (ur. 9 kwietnia 1717 w Wiedniu, zm. 3 października 1750 tamże) – austriacki kompozytor i organista.

## Życiorys
O jego życiu zachowało się niewiele informacji. W latach 1731–1732 był dyszkancistą w chórze w Klosterneuburgu. Około 1738 roku został organistą kościoła św. Karola Boromeusza w Wiedniu. Jego uczniem mógł być Johann Georg Albrechtsberger. Był słabego zdrowia i przez całe życie zmagał się z chorobami, zmarł prawdopodobnie na zapalenie płuc.
Napisał pracę Theorie des Generalbasses in Beispielen ohne Erklärung, która pozostała w rękopisie.

## Twórczość
Dorobek kompozytorski Monna obejmuje 21 symfonii (część nie zachowała się), 7 koncertów klawesynowych, koncert wiolonczelowy, Concertino fugato na skrzypce i orkiestrę smyczkową, divertimento na klawesyn i orkiestrę smyczkową, 6 kwartetów smyczkowych, divertimento na trio smyczkowe, 8 partit na 2 skrzypiec i basso continuo, 2 tria, 2 sonaty i 2 allegra na skrzypce i basso continuo, 8 preludiów i wersetów na organy, ponadto msze i Magnificat.
Był czołowym, obok Georga Christopha Wagenseila, przedstawicielem szkoły starowiedeńskiej. Jego muzyka należy do okresu przejściowego między barokiem a dokonaniami szkoły mannheimskiej. Do historii przeszedł przede wszystkim jako twórca muzyki instrumentalnej, tworzył 3-częściowe symfonie, w niewielkich rozmiarowo pierwszych częściach stosując formę sonatową z wyrazistymi tematami. Symfonia D-dur Monna jest natomiast pierwszą znaną w historii symfonią o budowie 4-częściowej z menuetem. W koncertach solowych jako jeden z pierwszych austriackich kompozytorów wprowadzał elementy klasyczne. Utwory kameralne i solowe są natomiast bardziej zachowawcze, nawiązując do tradycji późnego baroku.